# Frank (Wirginia Zachodnia)
Frank – jednostka osadnicza w Stanach Zjednoczonych, w stanie Wirginia Zachodnia, w hrabstwie Pocahontas.